# Dia dels Sants Innocents
|  | «Llufa» redirigeix aquí. Vegeu-ne altres significats a «Llufa (mitologia)». |

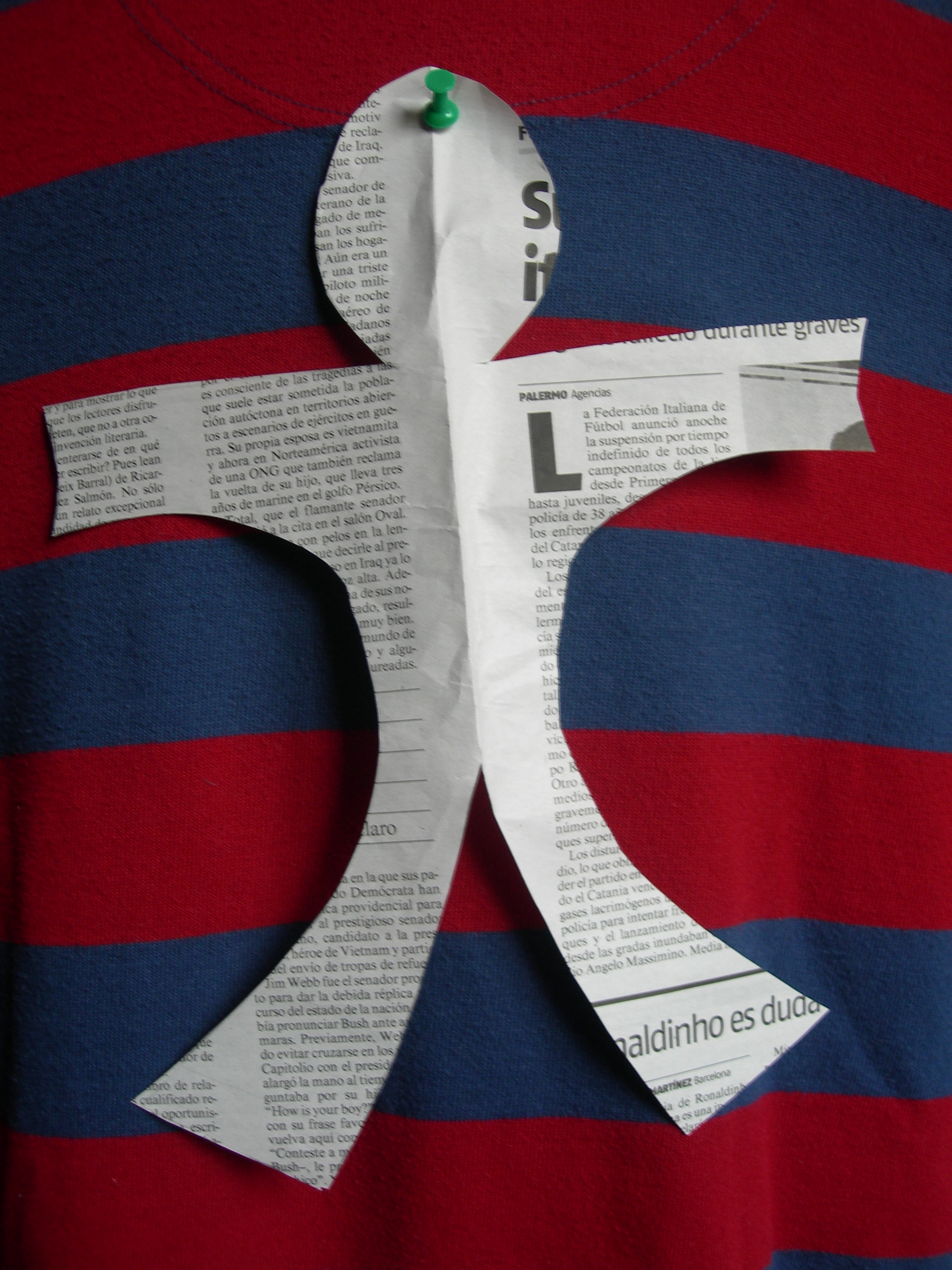
Una llufa

El dia dels Sants Innocents és una tradició celebrada el dia 28 de desembre on es recorda la Matança dels Innocents narrada a l'Evangeli segons Mateu. La tradició estableix que és un dia on es fan bromes a familiars de forma semblant a l'anglosaxó Dia dels Folls o el francès Peix d'abril, tots dos celebrats l'1 d'abril. Se celebra arreu d'Espanya i a diferents països hispanoamericans.
La relació entre les bromes i burles generalitzades i la llegenda dels infants degollats té el seu origen en les enganyifes que els pares dels infants s'haurien hagut d'empescar per tal de protegir els seus petits de l'assassinat i allunyar-los dels perseguidors enviats per Herodes.

## Motiu
Els orígens de la celebració dels Sants Innocents són diversos. D'una banda, la festa té un vessant pagà relacionat amb les festes que els romans dedicaven a Saturn: les saturnals. Durant aquells dies els esclaus tenien més llibertat, la qual cosa els permetia de fer-se bromes de tota classe. En termes generals, la celebració forma part del grup de festes d'inversió i transgressió de l'hivern que comencen amb els Nicolaus i culminen per Carnaval.
El vessant cristià és la història bíblica que explica els patiments i la mort de persones innocents. Més concretament, recorda el dia en què el rei Herodes va ordenar de matar tots els nens de menys de dos anys per desfer-se de Jesús. La cultura popular ha canviat aquest passatge macabre i ha convertit en «innocents» tots els ingenus que duen penjada una llufa a l'esquena i no se n'adonen o tots els qui es creuen les contalles que els expliquen el 28 de desembre.

## Innocentades
Actualment, una llufa és una silueta de paper, normalment de diari, retallada amb forma de persona. Tanmateix, abans havien fet el fet fulles de col o de bleda, pells de conill, etc.; és a dir, qualsevol cosa que fos de poc pes. La broma tradicional consisteix a "penjar la llufa" -ninot retallat de paper o drap- a l'esquena de la gent que circula pel carrer. Si es fa correctament, el sacrificat exhibirà la llufa una bona estona i serà la riota de la gent fins que algú el faci adonar del parany. Es diuen llufes perquè són objectes de poc pes i perquè presenten una analogia amb les ànimes dels degollats i amb els esperits eteris, que hom creu que vaguen els darrers dies de l'any.
Antigament, a molts indrets s'usaven els fruits de l'espina-xoca, petits i semblants a un pinyol d'oliva però molt lleuger i carregat d'agullons, fàcilment enganxós a la roba, per a penjar les llufes del dia dels Innocents. És tradició que per aquesta diada es facin escarnis, facècies, burles, etc. que anomenem innocentades. Normalment, en són víctimes els més febles de l'entorn, qui sap si en record dels nens sacrificats. En els tallers i fàbriques era habitual que els aprenents fossin els destinataris de la vexació dels seus superiors, que els demanaven tasques impossibles o ridícules.
Una altra característica de la festa és la realització de gamberrades i bromes més o menys agosarades, les innocentades, a determinades persones amigues o familiars que “s'ho han guanyat durant l'any”: trucades telefòniques absurdes o de mal gust anunciant catàstrofes inexistents, llançament de bombes fètides en indrets com cinemes i l'interior dels transports públics i altres bromes de tota classe, com tapiar la porta de la casa d'algú amb totxanes, etc. Actes sense malícia que un dia qualsevol serien condemnats, eren socialment admesos aquest dia amb el convenciment que es tracta d'un moment d'excepcionalitat.
També és tradicional que els mitjans de comunicació publiquin una notícia falsa que la gent ha de descobrir. L'endemà l'emissor revela la "innocentada". Aquesta tradició es troba actualment en declivi i molts mitjans no la practiquen.